# Paulo Branco

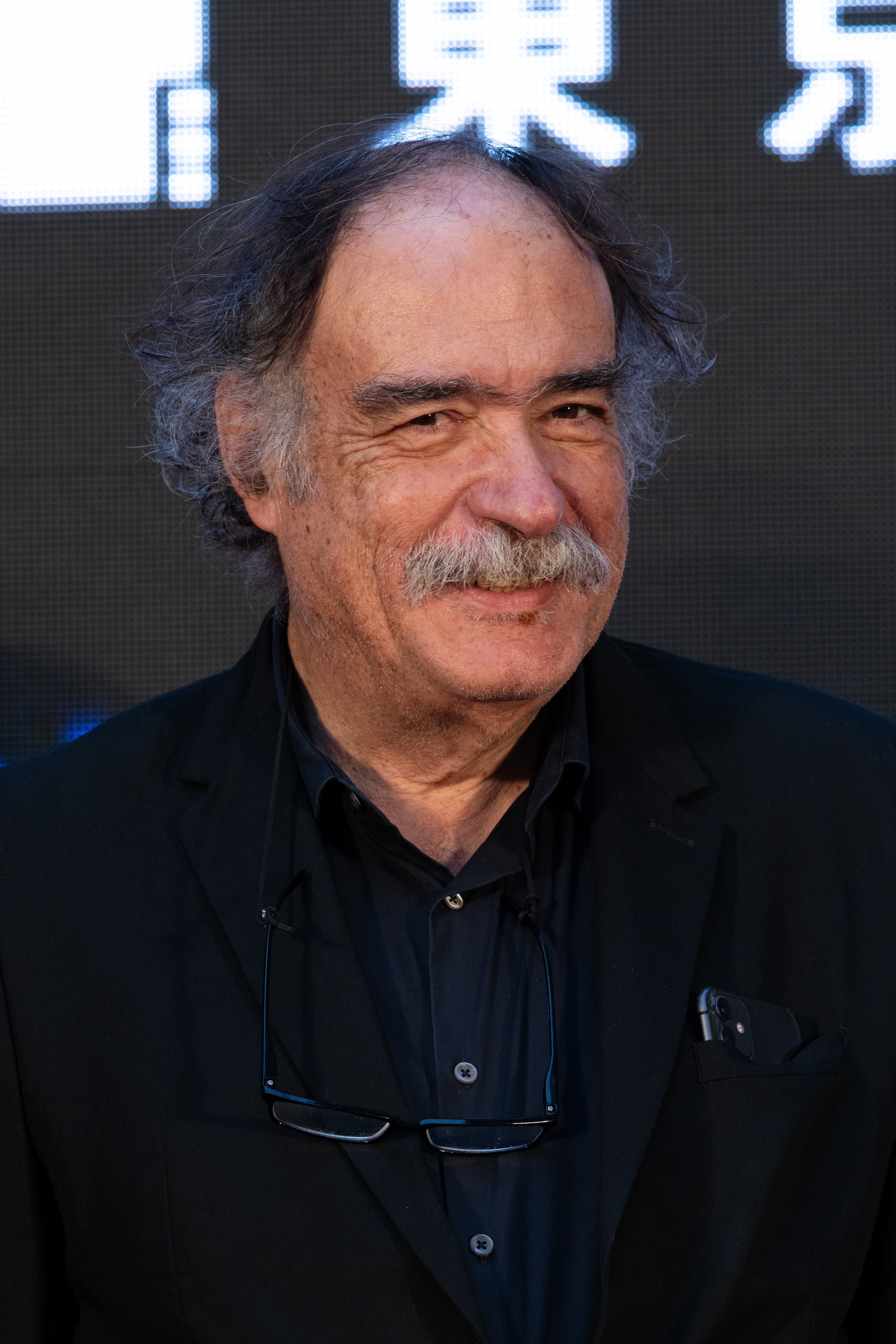
Paulo Branco (2024)

Paulo Branco (* 3. Juni 1950 in Lissabon) ist ein portugiesischer Filmproduzent und Schauspieler des Independent-Films. Paulo Branco gewann 2002 auf dem Internationalen Filmfestival von Locarno den Raimondo Rezzonico Award.

## Leben

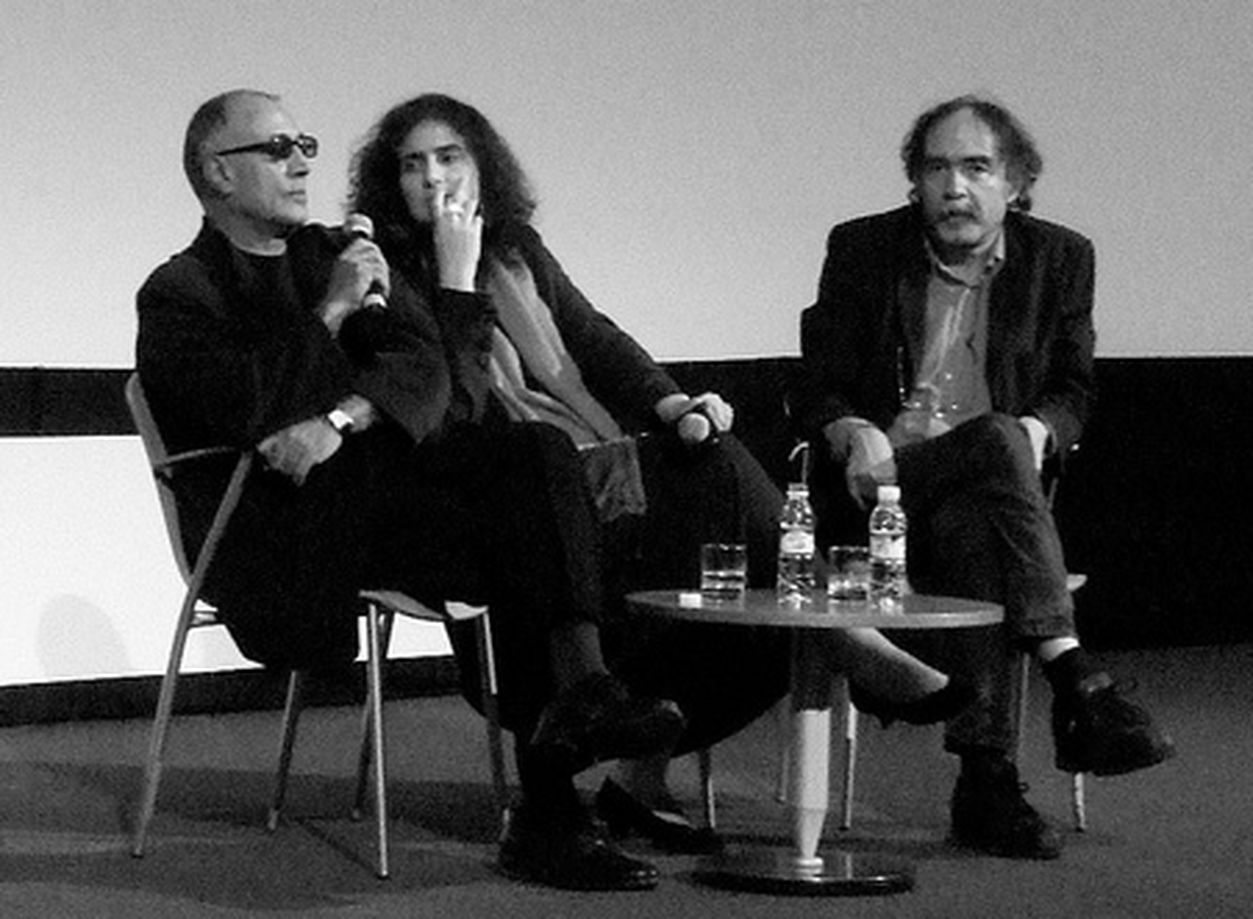
Abbas Kiarostami (links) und Paulo Branco (rechts) 2010 in Estoril

Branco studierte technische Chemie am Instituto Superior Técnico in Lissabon, brach das Studium aber zwei Monate vor dem Abschluss ab und emigrierte 1971 heimlich nach London, um der Diktatur und dem Militärdienst in den Kolonien zu entgehen. Zwei Jahre später ging er nach Paris und begann 1974 unter dem Einfluss von Frédéric Mitterrand für das Kino zu arbeiten. 1979 begann er mit der Produktion von Filmen.
Er produzierte über 200 Filme, unter anderem mit Raúl Ruiz, Manoel de Oliveira, Alain Tanner, Michel Piccoli, Danièle Dubroux, Chantal Akerman, Olivier Assayas, Wim Wenders und Werner Schroeter. Er gründete und leitete die Produktionsfirmen Gémini Films und Alma Filmes in Frankreich sowie Madragoa Filmes, Atalanta Filmes, Medeia und Clap Filmes in Portugal.
1999 gehörte er der Juri des  Filmfestival Berlin an und 2005 dem des  Filmfestivals in Venedig.
Paulo Branco wurde 1999 vom Europäischen Parlament als bester Film-Produzent Europas ausgezeichnet, erhielt 2002 auf dem Filmfestival von Locarno die Auszeichnung als bester unabhängiger Produzent, und 2005 den Golden Horse des Filmfestivals in Taipeh. Im gleichen Jahr überreichte Jacques Chirac ihm den Orden des Officier des Arts et des Lettres der Republik Frankreich.

## Privates
Paulo Branco ist mit der Psychoanalytikerin Dolores López verheiratet, sie haben vier Kinder. Ihr Sohn Juan Branco ist Menschenrechtsanwalt und politischer Autor.
Paulo Branco ist Pferdeliebhaber und Reiter. Er hielt Pferde, mit denen er an nationalen und internationalen Distanzritten (Endurance) teilnahm. Er war auch Teilnehmer an Weltmeisterschaften der Distanzreiter für Portugal.

## Filmografie (Auswahl)

### Schauspieler
- 1976: 1900
- 1983: In der weissen Stadt (Dans la ville blanche)
- 1984: Fluchtpunkte (Point de fuite)
- 1991: Alentejo Sem Lei (TV-Mehrteiler)
- 1999: Das Wesen der Schönheit
- 2003: Mister V. – Pferd ohne Reiter (Mister V.)
- 2006: Coisa Ruim

### Produzent
- 1981: Le territoire
- 1981: Francisca
- 1981: Silvestre
- 1982: L’état des choses
- 1982: Ana
- 1983: Point de fuite
- 1983: La ville des pirates
- 1984: Le soulier de satin
- 1984: Les amants terribles
- 1985: Les destins de Manoel
- 1986: Gardien de la nuit
- 1986: Mein Fall (Mon cas)
- 1986: Der Rosenkönig
- 1987: Une flamme dans mon cœur
- 1988: Die Kannibalen (Os Canibais, Les cannibales)
- 1990: O Processo do Rei
- 1990: Filha da Mãe
- 1990: Non oder Der vergängliche Ruhm der Herrschaft (Non ou La vaine gloire de commander)
- 1991: Bis ans Ende der Welt (Jusqu’au bout du monde)
- 1991: Die göttliche Komödie (A Divina Comédia)
- 1992: L’absence
- 1992: Tag der Verzweiflung (O Dia do Desespero)
- 1992: Das Wasser – Der letzte Kopfsprung (O Último Mergulho)
- 1993: Les gens normaux n’ont rien d’exceptionnel
- 1994: Três Palmeiras
- 1994: Die Büchse des Bettlers
- 1995: La maison von lave
- 1995: Das Kloster (Le couvent)
- 1996: Cinco Dias, Cinco Noites
- 1996: Party
- 1996: Le cœur fantôme
- 1996: Trois vies et une seule mort
- 1997: Alors voila
- 1997: Reise an den Anfang der Welt (Viagem ao Princípio do Mundo)
- 1998: Lissabonner Requiem (Requiem)
- 1998: Tráfico
- 1998: Sapatos Pretos
- 1998: Unruhe
- 1998: Meine Heldin (L’ennui)
- 1998: Deus’ Hochzeit (As Bodas de Deus)
- 1999: Der Brief (A carta)
- 1999: La nouvelle Ève
- 1999: Die wiedergefundene Zeit (Le temps retrouvé)
- 2000: Die Treue der Frauen (La fidélité)
- 2000: Tarde Demais
- 2000: Branca de Neve
- 2000: Die Gefangene (La captive)
- 2000: Peixe Lua
- 2000: Palavra e Utopia
- 2001: Sie haben meinen Sohn getötet! (Ganhar a Vida)
- 2001: Rasganço
- 2001: La plage noire
- 2002: O Princípio da Incerteza
- 2002: Deux
- 2002: O Delfim
- 2002: Dina – Meine Geschichte (Jeg er Dina)
- 2003: Eher geht ein Kamel durchs Nadelöhr… (Il est plus facile pour un chameau…)
- 2003: La Femme qui croyait être Présidente des États-Unis
- 2003: Um Filme Falado – Reise nach Bombay (Un film parlé)
- 2003: Quaresma
- 2003: A Passagem da Noite
- 2003: Kommen und Gehen (Vai e Vem)
- 2003: O Fascínio
- 2004: Demain on déménage
- 2004: Changing Times (Les temps qui changent)
- 2004: O Quinto Império – Ontem Como Hoje
- 2004: Le dernier jour
- 2004: Noite Escura
- 2004: Lá Fora
- 2004: André Valente
- 2004: Meine Mutter (Ma mère)
- 2005: Akoibon
- 2005: O Fatalista
- 2006: C’est pas tout à fait la vie dont j’avais rêvé
- 2006: Klimt
- 2006: A Few Days in September
- 2006: Body Rice
- 2006: Transe
- 2006: 98 Octanas
- 2006: In Paris (Dans Paris)
- 2007: Very Well, Thank You
- 2007: Chanson der Liebe (Les chansons d’amour)
- 2007: Le prestige de la mort
- 2007: Mal Nascida
- 2008: Diese Nacht (Nuit de Chien)
- 2009: Um Amor de Perdição
- 2009: Os Sorrisos do Destino
- 2012: Cosmopolis
- 2012: Operação Outono
- 2012: Lines of Wellington – Sturm über Portugal
- 2014: Das blaue Zimmer (La chambre bleue)
- 2016: Die schönen Tage von Aranjuez
- 2016: Le divan de Staline
- 2017: Der Hauptmann (Co-Produzent)
- 2017: Brennende Sonne (Soleil battant)
- 2018: O Caderno Negro
- 2018: Sauvages
- 2019: Land im Sturm (A Herdade)
- 2019: Linhas Tortas
- 2020: Zacarias’ Weg (Mosquito)
- 2020: Ordem Moral
- 2024: The Worst Man in London (O Pior Homem de Londres)